# Alpinia jianganfeng
Alpinia jianganfeng là một loài thực vật có hoa trong họ Gừng. Loài này được T.L.Wu mô tả khoa học đầu tiên năm 1997.